# 14街／第八大道車站
14街/第八大道車站（英語：14th Street/Eighth Avenue station）是美國紐約地鐵一個地下車站複合群，由IND第八大道線和BMT卡納西線共用，位於曼哈頓第八大道及14街交界，設有以下列車服務：
- A線、E線、L線（任何時候停站）列車
- C線（任何時候停站（深夜除外））列車

整個複合群均可無障礙通行，無障礙入口位於14街。站體在21世紀初翻新。
站內安裝了兩個藝術品。第一個是於1989年由Ross Lewis製作，名為「Parallel Motion」，利用毛筆書法筆劃顯示。1995年移除，現時放置於砲台公園城的公共學校89大堂。另一個藝術品為Tom Otterness製作，名為「Life Underground」，於2001年安裝。
此站夾層設有相當多的MTA紐約市公共運輸局訓練設施。

## 車站結構
| G  | 街道                  | 出入口                                                                                                  |
| B1 | 上夾層                | 閘機、車站詢問處 升降機位於14街及第八大道西北角                                                         |
| B2 | 北行                  | 往168街（ 深夜時往英伍德-207街（23街） · 往牙買加中心-帕森斯/射手（23街）                               |
| B2 | 島式月台，左/右側開門 | |
| B2 | 北行快速              | 往207街（34街-賓州車站）                                                                                |
| B2 | 南行快速              | 往往遠洛克威-莫特大道/臭氧公園-勒弗茲林蔭路（深夜除外）/洛克威公園（黃昏尖峰時段）（西四街-華盛頓廣場） |
| B2 | 島式月台，左/右側開門 | |
| B2 | 南行                  | 往尤克利德大道（ 深夜時往遠洛克威）（西四街-華盛頓廣場） · 往世界貿易中心（西四街-華盛頓廣場）          |
| B3 | 下夾層                | 上夾層的坡度前往線月台                                                                                  |
| B4 | 2號軌道               | 往卡納西-洛克威公園道（第六大道）                                                                       |
| B4 | 島式月台，左/右側開門 | |
| B4 | 1號軌道               | 往卡納西-洛克威公園道（第六大道）                                                                       |

## IND第八大道線月台
14街車站是IND第八大道線的快車地鐵站，設有兩個島式月台和四條軌道，於1932年9月10日開放此站是第八大道線的車站位於第八大道最南端的車站。此站以南路線經格林尼治大道轉向至第六大道。
在日間，C線和E線列車停靠外側慢車軌道，而A線停靠中央快車軌道。在深夜時所有服務都在慢車軌道。此站設有許多樓梯和兩側各一部升降機前往上方全月台長的夾層。

## BMT卡納西線月台
第八大道車站為BMT卡納西線的西端總站，設有一個島式月台和兩條軌道，設有L線（任何時候停站）服務。
第八大道車站於1931年5月30日啟用，是卡納西線最後啟用的車站，作為7年前主線西延至第六大道的再延伸
第八大道車站使用一個島式月台兩條軌道，編號分別為Q1軌道和Q2軌道，然而這些鏈化數字只是員工作為距離標之用。原先被命名為QW1軌道和QW2軌道，理由是第八大道車站是卡納西線的西延，但後來重新鏈化並簡化為Q。第八大道車站是卡納西線鏈化的零點，亦即路線上所有距離的起點。軌道在月台西端僅僅外面的止衝擋結束。
此站原先比卡納西線其餘車站採用更接近IND風格裝飾，但由BMT興建。然而，1999年的翻新移除了IND風格並由BMT風格取代。

## 外部連結
- nycsubway.org—BMT Canarsie Line: 8th Avenue
- nycsubway.org—IND 8th Avenue: 14th Street
- MTA's Arts For Transit — 14th Street–8th Avenue（页面存档备份，存于）
- 14th Street entrance from Google Maps Street View
- 15th Street entrance from Google Maps Street View
- 16th Street entrance from Google Maps Street View
- BMT Canarsie Line platform seen from a train from Google Maps Street View
- BMT Canarsie Line platform from Google Maps Street View
- IND Eighth Avenue Line platforms from Google Maps Street View